# Nuevo Chihuahua
Nuevo Chihuahua är en ort i Mexiko.   Den ligger i kommunen Benemérito de las Américas och delstaten Chiapas, i den sydöstra delen av landet, 1 000 km öster om huvudstaden Mexico City. Nuevo Chihuahua ligger 148 meter över havet och antalet invånare är 682.
Terrängen runt Nuevo Chihuahua är platt. Runt Nuevo Chihuahua är det glesbefolkat, med 15 invånare per kvadratkilometer. Närmaste större samhälle är Flor de Cacao, 15,1 km söder om Nuevo Chihuahua. Omgivningarna runt Nuevo Chihuahua är en mosaik av jordbruksmark och naturlig växtlighet.